# 介观当代艺术博物馆
介观当代艺术博物馆（英語：Weland Museum of Contemporary Art），原名介观艺术中心（Weland Art Center），是中国西藏首家由民间创办的现当代艺术机构，位于拉萨市城关区仙足岛拉萨河畔。该馆由建筑师徐应龙主导设计并创立，于2023年正式对公众开放。其使命是以西藏高原为文化语境，通过空间、展览、教育等多元手段链接藏地传统与当代艺术，构建高原语境下的文化表达体系。

## 历史与改造
介观前身为“介观艺术中心”，2018年由徐应龙在拉萨创立。场地原为六栋别墅结构，在近十年的时间里进行了改建，保留原始梁柱结构并加建一层，将前后两排建筑整合为“T”形布局。建筑通过围墙建立边界，在高密度藏式民居之间划分出“建筑+庭院”的空间系统。
建筑于2021年完成改造，并获得意大利A’ Design Award建筑与空间类别国际奖项，成为西藏少数获国际认可的文化建筑之一。

## 建筑设计与环境
介观艺术馆位于仙足岛上，正对拉萨河和周边的山脉及文成公主主题公园等文化地标。建筑外观为白色现代体块，共设77扇窗户，每个窗棂图案取自藏毯、牛铃、佛像饰物等藏地传统元素，以现代工艺转译传统符号。
建筑设计强调“光即空间”的观念：
- 东侧庭院引入晨光，经金属格栅过滤为柔和金光；
- 西侧夕照通过金属佛像背幕反射进入空间；
- 中午日照透过玻璃底水池折射入主中庭，营造冥想氛围。

整体融合藏式建筑“高+深+闭+序”的逻辑，同时体现现代极简美学。

## 策展理念与“高地艺术”
介观的策展哲学围绕西藏传统文化与当代视觉语言的结合，关注以下几个核心主题：
- 藏族文化中的空性、仪式与神圣空间
- 高原地貌中的静度、光影、气候节奏
- 现代媒介（建筑、摄影、声音、装置）与藏地文化的对话
- 青年艺术家的扶持与展示平台
- 西藏艺术教育研究生态的构建

2025年，介观正式提出“高地艺术（Highland Art）”概念，强调从海拔、光、空性与静度中提炼具有全球当代表达潜力的美学体系，并作为其展览、出版与学术工作的理论基础。

## 文化角色与影响
作为西藏首家非官方当代艺术机构，介观填补了区域艺术生态的空白。媒体称其为“拉萨河畔最有美术馆气质的建筑”，吸引大量本地青年艺术家与文化工作者参与，并成为区域艺术实践与建筑文化研究的案例。

## 展览与公共活动
介观当代艺术博物馆举办多种多样的跨领域文化活动，包括：
- 当代艺术展（结合藏地与国际艺术家）
- 跨界演出与现场装置
- 电影放映、讲座与艺术家对谈
- 青年工作坊与驻地计划
- 馆内设施（如咖啡厅、书店），并规划建设艺术家公寓

这些活动构成了一个多元文化生态，不仅展示艺术，也推动创作与学习。